# Вооружённые силы Мадагаскара
Вооружённые силы Мадагаскара (фр. Forces armées de Madagascar, малаг. Tafika Malagasy) — военная организация Республики Мадагаскар, предназначенная для защиты свободы, независимости и территориальной целостности государства. Состоят из Народных вооружённых сил, включающих в себя сухопутный, воздушный и морской компоненты, и Национальной жандармерии.

## Общие сведения
| Вооружённые силы Мадагаскара                                    | Вооружённые силы Мадагаскара |
| --------------------------------------------------------------- | --- |
| Виды вооружённых сил:                                           | Народные вооружённые силы: Силы вмешательства, Силы развития и Воздушные и Морские силы (ВВС и ВМФ) Национальная жандармерия |
| Призывной возраст и порядок комплектования:                     | Вооружённые силы Мадагаскара комплектуются на добровольной основе лицами мужского пола, в возрасте 18-25 лет; всеобщая воинская повинность отсутствует; минимальный срок службы — 18 месяцев (в вооружённых силах или на альтернативной службе); призывной возраст в Национальную жандармерию — 20-30 лет (35 лет для тех, у кого уже есть опыт воинской службы) (2010) |
| Человеческие ресурсы, доступные для воинской службы:            | мужчины в возрасте 16-49: 4,745,274 женщины в возрасте 16-49: 4,750,188 (2010 оценочно) |
| Человеческие ресурсы, пригодные для воинской службы:            | мужчины в возрасте 16-49: 3,268,291 женщины в возрасте 16-49: 3,541,256 (2010 оценочно) |
| Человеческие ресурсы, ежегодно достигающие призывного возраста: | мужчины: 242,334 женщины: 241,359 (2010 оценочно) |
| Военные расходы — процент от ВВП:                               | 1 % (2006) 133 место в мире |

## Виды вооружённых сил

### Народные вооружённые силы
По данным на 1993 год Народные вооружённые силы Мадагаскара состоят из двух компонентов: сухопутного и воздушно-морского. Задачей сухопутного компонента является проведение наземных операций и противовоздушная оборона сухопутных войск. Однако, в последнее время, одной из основных задач сухопутного компонента вооружённых сил Мадагаскара является защита государственных органов власти и президента от вооружённой оппозиции. Задачей воздушно-морского компонента является осуществление воздушных, морских и амфибийных операций.

#### Силы вмешательства

##### Техника и вооружение
| Тип            | Производство   | Назначение                     | Количество   | Примечания        |              |
| Бронетехника   | Бронетехника   | Бронетехника                   | Бронетехника | Бронетехника      | Бронетехника |
| -------------- | -------------- | ------------------------------ | ------------ | ----------------- | ------------ |
| ПТ-76          | СССР           | лёгкий танк                    | 32           | плавающий танк    |              |
| БРДМ-2         | СССР           | боевая разведывательная машина | 35           |                   |              |
| Ferret Mk. 1/1 | Великобритания | боевая разведывательная машина | 10           |                   |              |
| UR-416         | Германия       | бронетранспортёр               | 5            |                   |              |
| Артиллерия     |                |                                |              |                   |              |
| Д-30A          | СССР           | буксируемая гаубица 122 мм     | 12           | индекс ГРАУ 2A18M |              |
| M101           | США            | буксируемая гаубица 105 мм     | 5            |                   |              |

#### Воздушные силы

##### Воздушный компонент
В 1978 году ВВС Мададагаскара получили четыре подержанных северокорейских МиГ-17Ф, вместе с МиГ-21 они поступили на вооружение единственной в ВВС Мадагаскара (фр. Armée de l’Air Malgache) истребительной эскадрильи (фр. Escadrille de Chasse). К 2005 году два МиГ-17Ф (бортовые номера 113 и 242) всё ещё находились в пригодном для полётов состоянии.

###### Техника и вооружение
Данные о типе и количестве самолётов и вертолётов ВВС Мадагаскара приведены по данным «Aviation Week & Space Technology» на 2009 год.
| Тип         | Производство | Назначение                | Количество | Примечания                                                                    |          |
| Самолёты    | Самолёты     | Самолёты                  | Самолёты   | Самолёты                                                                      | Самолёты |
| ----------- | ------------ | ------------------------- | ---------- | ----------------------------------------------------------------------------- | -------- |
| Ан-26       | СССР         | транспортный самолёт      | 4          |                                                                               |          |
| МиГ-21      | СССР         | истребитель               | 8          |                                                                               |          |
| МиГ-17Ф     | СССР         | истребитель               | 4          |                                                                               |          |
| Piper PA-23 | США          | самолёт общего назначения | 1          |                                                                               |          |
| Reims F172M | Франция      | самолёт общего назначения | 4          | Американский самолёт Cessna 172 Skyhawk по лицензии производился во Франции   |          |
| Reims F337  | Франция      | самолёт общего назначения | 2          | Американский самолёт Cessna 337 Skymaster по лицензии производился во Франции |          |
| Як-40       | СССР         | административный самолёт  | 2          |                                                                               |          |
| Вертолёты   |              |                           |            |                                                                               |          |

###### Опознавательные знаки
| Опознавательный знак | Знак на фюзеляж | Знак на киль |
| -------------------- | --------------- | ------------ |
|                      |                 |              |

##### Морской компонент
По данным на 1993 год морской компонент объединённых воздушно-морских сил Мадагаскара насчитывает около 500 военнослужащих. Задачей мадагаскарского флота является патрулирование прибрежных вод и проведение амфибийных операций.

###### Пункты базирования
- ВМБ Анциранана (фр. Diego Suarez)
- ВМБ Туамасина (Tamatave)
- ВМБ Тауланару (Форт-Дофин, Fort Dauphin)
- ВМБ Тулиара (Tuléar)
- ВМБ Махадзанга (Majunga)